# Cadfan ap Iago
Cadfan ap Iago (latino: Catamanus; inglese: Gideon; 580 circa – 625 circa) fu sovrano del regno gallese del Gwynedd dal 613 circa, cioè poco dopo la battaglia di Caerllion (oggi Chester), in cui le forze del regno gallese del Pwys furono sconfitte da Aethelfrith di Bernicia.
Nonostante ciò, Cadfan continuò a dare rifugio a Edwin di Northumbria, considerato da Aethelfrith come la minaccia maggiore per la legittimità del suo potere.
Generalmente è considerato un sovrano saggio e giusto, noto per la sua abilità nel mantenere la legge e la pace durante un periodo molto tumultuoso della storia inglese.
La sua pietra tombale, che si trova nella chiesa di Llangadwaladr (nell'isola dell'Anglesey), recita: "Catamanus rex sapientisimus opinatisimus omnium regum" ("Re Cadfan il più saggio e rinomato tra tutti i re").
Compare col nome di Cadvan anche nella poco attendibile Historia Regum Britanniae di Goffredo di Monmouth come uno degli ultimi re leggendari della Britannia. Gli succedette il figlio Cadwallon.